# Charálampos Kastrantás
Charálampos Kastrantás (en griego: Χαράλαμπος Καστραντάς; Trípoli, 13 de marzo de 1991) es un ciclista griego.

## Palmarés

### Pista
2011
- Campeonato de Grecia en Madison
- Campeonato de Grecia Persecución

2012
- Campeonato de Grecia en Madison

### Ruta
2012
- 3.º en el Campeonato de Grecia en Ruta

2017
- Vuelta a Serbia
- Campeonato de Grecia en Ruta
- 2.º en el Campeonato de Grecia Contrarreloj

2018
- 1 etapa del Tour de Indonesia
- Gran Premio Internacional de Argel, más 1 etapa
- 3.º en el Campeonato de Grecia Contrarreloj
- 3.º en el Campeonato de Grecia en Ruta

2019
- Tour de Kosovo, más 3 etapas

2023
- 3.º en el Campeonato de Grecia en Ruta